# Omeljan Ohonovskyj

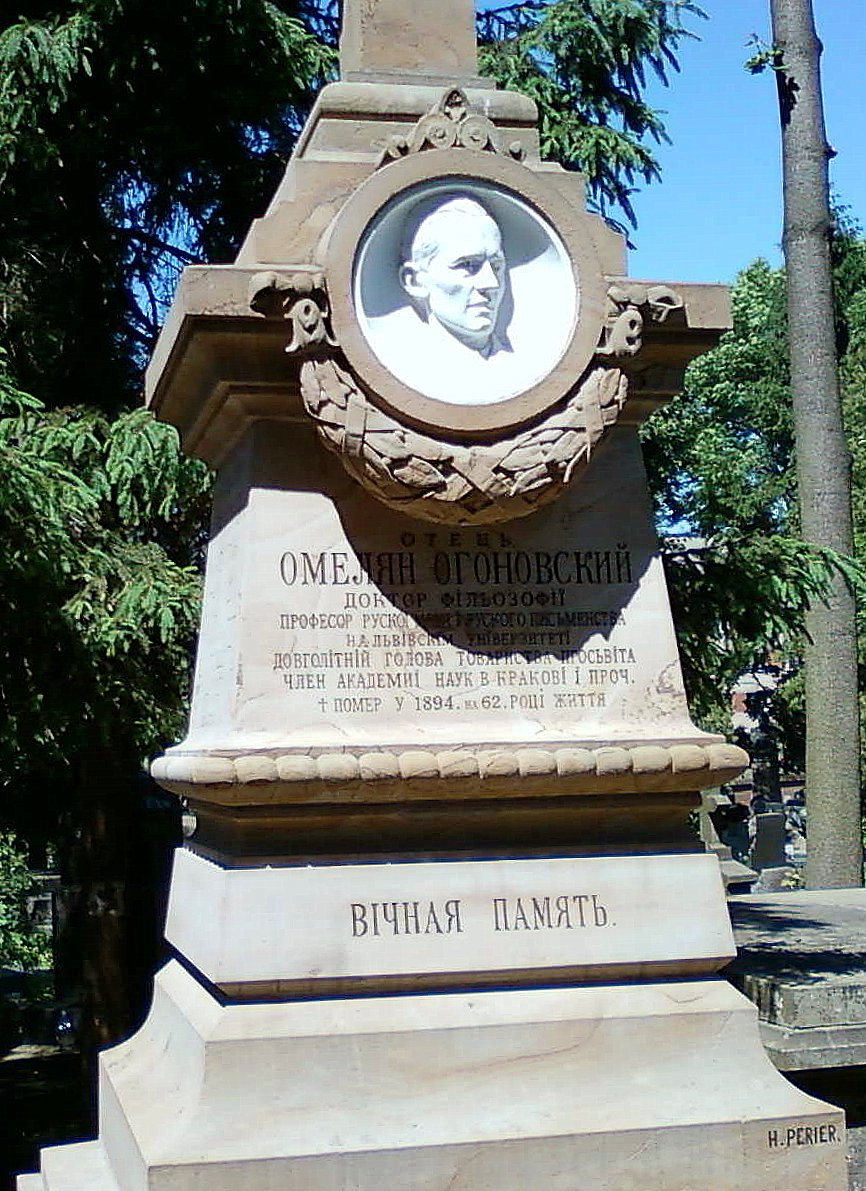
Omeljan Ohonovskyj gravställe i Lviv.

Omeljan Mychajlovytj Ohonovskyj (ukrainska: Омелян Михайлович Огоновський), född 3 augusti 1833 i Stryj i österrikiska kronlandet Galizien, död 28 oktober 1894 i Lemberg, var en ukrainsk språk- och litteraturforskare.
Ohonovskij var professor i ukrainska språket och litteraturen vid Lembergs universitet. Hans främsta verk är Istorija litěratury russkoj (1886; ofullbordad). I Studien auf dem Gebiete der ruthenischen Sprache (1880) påvisade han ukrainskans självständighet mot ryskan samt klargjorde – särskilt ur fonetisk synpunkt – de ukrainska dialekternas inbördes ställning. Härtill kom som ett supplement hans språkliga undersökning O wazniejszych właściwościach języka ruskiego (1888). Dessutom utgav han Christomatija starorusskaja med kommentarer och ordbok (1881) och ukrainsk Grammatika. Som vitter författare gjorde han sig känd genom den poetiska berättelsen Krest (1860) samt de folkliga dramerna Halška Ostrozka och Fed'ko Ostrozkij.